# Тама-Добуцукоэн (станция)
Станция Тама-Добуцукоэн (яп. 多摩動物公園駅 тама добуцукоэн эки) — железнодорожная станция на линиях Добуцуэн и Tama Toshi Monorail, расположенная в городе Хино. Станция находится рядом с зоопарком Тама, и поэтому получила соответствующее название. На станции установлены автоматические платформенные ворота.

## Планировка станции

### Keiō Corporation
| 1 | ■ Линия Добуцуэн | Такахатафудо ・ Футю ・ Тёфу ・ Мэйдаймаэ ・ Сасадзука ・ Синдзюку ・(Новая Линия Кэйо) Синдзюку ・(Линия Синдзюку) Итигая ・ Мотоявата |
| 2 | ■ Линия Добуцуэн | Такахатафудо |

### Tama Toshi Monorail

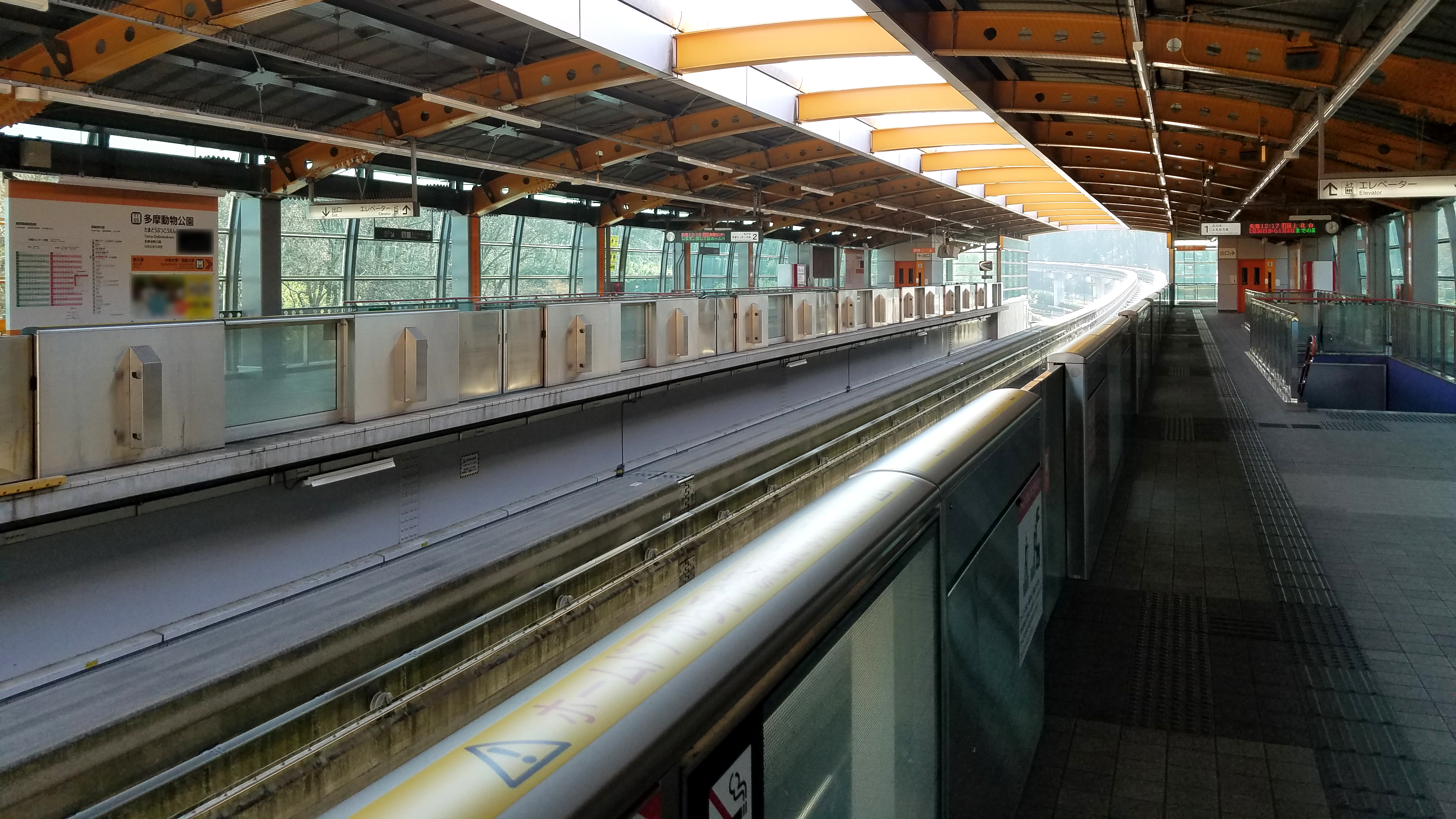
Платформа линии Tama Toshi Monorail

| 1 | ■ Tama Toshi Monorail      | Такахатафудо,Татикава-Кита, Тамагава-Дзёсуй, Камикитадай |
| 2 | ■ Tama Toshi Monorail Line | Тама-Центр                                               |

|}

## Близлежащие станции
| «                   | «              | Вид обслуживания | »              | »                          |
| Линия Добуцуэн      | Линия Добуцуэн | Линия Добуцуэн   | Линия Добуцуэн | Линия Добуцуэн             |
| ------------------- | -------------- | ---------------- | -------------- | -------------------------- |
| Конечная станция    |                | Local            |                | Такахатафудо               |
| Конечная станция    |                | Express          |                | Такахатафудо               |
| Tama Toshi Monorail |                |                  |                |                            |
| Ходокубо            |                | Local            |                | Тюо-Дайгаку-Мэйсэй-Дайгаку |